# Max Melvin
Max Melvin ist ein Projekt des Produzentenduos Andreas Bruhn (vormals The Sisters of Mercy) und Stefan Rekittke. Stilistisch ist die Musik den Genres Electronica und insbesondere Downtempo zuzurechnen. Die Titel sind überwiegend rein instrumental bzw. werden ergänzt durch weibliche Gesangsstimmen (u. a. Anna Depenbusch, hier unter dem Pseudonym Anastasica), jedoch überwiegend ohne Text. Veröffentlicht wurden die bislang fünf Alben beim Hamburger Konzept-Label MaxElect. Nach dem dritten Album 2008 ruhte das Projekt. Im Jahr 2020 wurde das Album "Sunset Mixes" veröffentlicht, das neue Versionen von Songs der ersten drei Alben enthält. 2021 erschien auf dem Album "Signals" dann auch neues Material.

## Diskografie

### Alben
- Seaside (2002, Maxelect Records)
- Satellite (2003, Maxelect Records)
- Seasons (2008, Maxelect Records)
- Sunset Mixes (2020, Maxelect Records)
- Signals (2021, Maxelect Records)